# Bryum turgidum
Bryum turgidum là một loài rêu trong họ Bryaceae. Loài này được Arn. mô tả khoa học đầu tiên năm 1825.